# Kait
Kait – wioska w prowincji Nowa Irlandia, położona na południowo-zachodnim wybrzeżu wyspy Nowa Irlandia, w Papui-Nowej Gwinei. Mieszkańcy mówią językiem Kandas. W pobliżu wioski znajdują się ujścia dwóch rzek do Morza Bismarcka: rzeki Kait i Topaio.